# ハワード・シェリー
ハワード・シェリー（Howard Shelley OBE, 1950年3月9日 - ）は、イギリスのピアニスト、指揮者である。妻はピアニストのヒラリー・マクナマラ。

## 概説
ロンドンに生まれハイゲート・スクールを卒業後、王立音楽大学に学ぶ。1971年にロンドンのウィグモア・ホールでピアニストとしてデビューし、マイケル・ティルソン・トーマス指揮のロンドン交響楽団とBBCプロムスにも出演する。
また1985年には指揮者としての活動を開始し、ロンドン・モーツァルト・プレイヤーズの首席客演指揮者、ウプサラ室内管弦楽団の首席指揮者を歴任している。
ラフマニノフ弾きとして知られ、ブライデン・トムソン指揮ロイヤル・スコティッシュ管弦楽団と共演したピアノ協奏曲全集やピアノ独奏曲全集は高く評価されている。またセルゲイ・レイフェルクスらとの共演により歌曲全集の録音を、作曲者の指定した声部によるものとしては世界で初めて完成させた。ラフマニノフ没後50周年には、遺族の招きにより、ルツェルンの彼の旧宅でコンサートを行った。